# The Gods of Earth and Heaven

The Gods of Earth and Heaven é o terceiro álbum de estúdio da banda sueca Army of Lovers, lançado em 1993 . 

## Faixas
| Faixa | Título                       | Duração |
| A1    | Chihuahuas On Parade         | 0:41    |
| A2    | We Are The Universe          | 3:41    |
| A3    | La Plage De Saint Tropez     | 3:32    |
| A4    | I Am                         | 3:54    |
| A5    | Le Portrait De Jean-Pierre   | 0:44    |
| A6    | Israelism                    | 3:20    |
| A7    | The Grand Fatigue            | 3:32    |
| A8    | Carry My Urn To Ukraine      | 4:04    |
| B1    | Sebastien                    | 3:33    |
| B2    | La Storia Di O               | 0:45    |
| B3    | Blood In The Chapel          | 3:16    |
| B4    | The Ballad Of Marie Curie    | 3:48    |
| B5    | Heterosexuality              | 4:10    |
| B6    | Sons Of Lucy                 | 3:02    |
| B7    | Also Sprach Alexander        | 0:35    |
| B8    | The Day The Gods Help Us All | 3:45    |